# Eugene Mullin
Pour les articles homonymes, voir Mullin.
Eugene Mullin est un scénariste et réalisateur américain né le 18 décembre 1894 à Brooklyn, New York (États-Unis), décédé le 15 avril 1967 à Long Island (États-Unis).

## Filmographie

### En tant que scénariste
- 1909 : King Lear
- 1909 : Oliver Twist
- 1910 : Uncle Tom's Cabin de James Stuart Blackton
- 1910 : Richelieu; or: The Conspiracy
- 1910 : His Wife's Sweethearts
- 1911 : The Poor Sick Men
- 1912 : The Lady of the Lake
- 1912 : An Elephant on Their Hands
- 1913 : The Pickwick Papers
- 1913 : Alixe; or, The Test of Friendship
- 1913 : Delayed Proposals
- 1913 : Jack's Chrysanthemum
- 1913 : When Society Calls
- 1913 : The Adventure of the Shooting Party
- 1914 : The Christian (en)
- 1914 : Mr. Barnes of New York
- 1914 : A Florida Enchantment
- 1914 : The Old Flute Player
- 1915 : The Master of His House
- 1915 : The Boarding House Feud
- 1915 : Hearts Ablaze
- 1915 : On Her Wedding Night
- 1916 : Who Killed Joe Merrion?
- 1917 : The Bottom of the Well
- 1919 : The Cambric Mask
- 1919 : The Third Degree
- 1922 : The Lane That Had No Turning
- 1925 : La Frontière humaine (Never the Twain Shall Meet)

### En tant que réalisateur
- 1910 : Twelfth Night
- 1913 : Fellow Voyagers
- 1916 : The Ruse
- 1916 : The Man He Used to Be
- 1916 : The Wandering Horde
- 1916 : Our Other Lives
- 1921 : The Road to London